# Broadway (Schiff)
 HMS Broadway (H90) entstand als Zerstörer USS Hunt  (DD-194) der Clemson-Klasse, der 1918 in Dienst der United States Navy kam. Schon 1922 wurde der Zerstörer der Reserve zugeordnet, in der das Schiff bis zum Kriegsbeginn in Europa verblieb. Allerdings wurde der Zerstörer von 1930 bis 1934 an die US Coast Guard verliehen und zur Bekämpfung des Alkoholschmuggels eingesetzt.

Nach dem Kriegsausbruch in Europa wurde die USS Hunt wieder in Dienst gestellt, wurde dann aber im Herbst 1940 im Rahmen des Zerstörer-für-Stützpunkte-Abkommens an die Royal Navy abgegeben.
Das in HMS Broadway umbenannte Schiff wurde zur Sicherung von Nordatlantikgeleiten eingesetzt. Nach einer Überholung in Belfast im September 1943 wurde die Broadway nur noch als Zielschiff für Flugzeuge mit Einsatzhafen Rosyth in Schottland bis zum Kriegsende in Europa eingesetzt. Im Mai 1945 verlegte das Schiff nach Norwegen und überwachte die Auslieferung der in Norwegen stationierten deutschen U-Boote. Für seine Einsätze wurde es mit den Battle Honours ATLANTIC 1941–43 und NORTH SEA 1944 ausgezeichnet.

## Geschichte des Schiffes

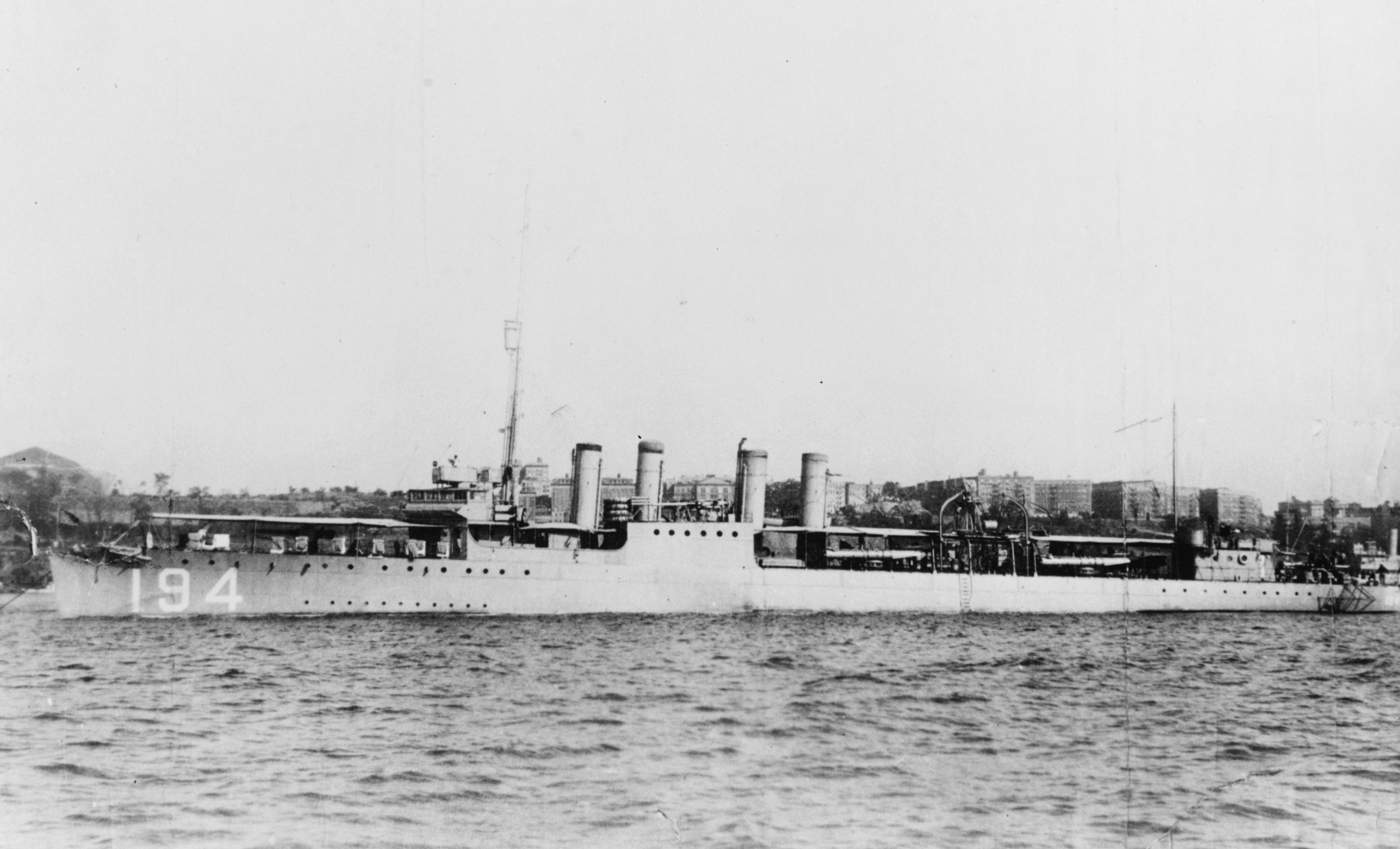
USS Hunt (DD-194) 1920

Der Zerstörer USS Hunt entstand auf der Werft Newport News Shipbuilding & Dry Dock Company in Newport News (Virginia) unter der BauN° 236. Das erstmals nach dem Secretary of the Navy William H. Hunt (1823–1884) benannte Schiff lief am 14. Februar 1920 vom Stapel und kam am 30. September 1920 in den Dienst der Navy mit Lieutenant Roswell H. Blair als Kommandanten.
Der neue Zerstörer war der Atlantic Fleet zugeordnet und durchlief die übliche Ausbildung. Nach einer intensiven Torpedoausbildung in Newport (Rhode Island), verlegte das Schiff am 3. Dezember 1920 zu seinem künftigen Heimathafen Charleston (South Carolina). Schon am 29. Mai 1922 verließ der Zerstörer seinen Heimathafen und erreichte am 6. Juni den Philadelphia Navy Yard, wo er am 11. August 1922 nach nur 30 Monaten Dienstzeit außer Dienst gestellt und der Reserve zugeteilt wurde.

### Kampf gegen Alkohol-Schmuggler

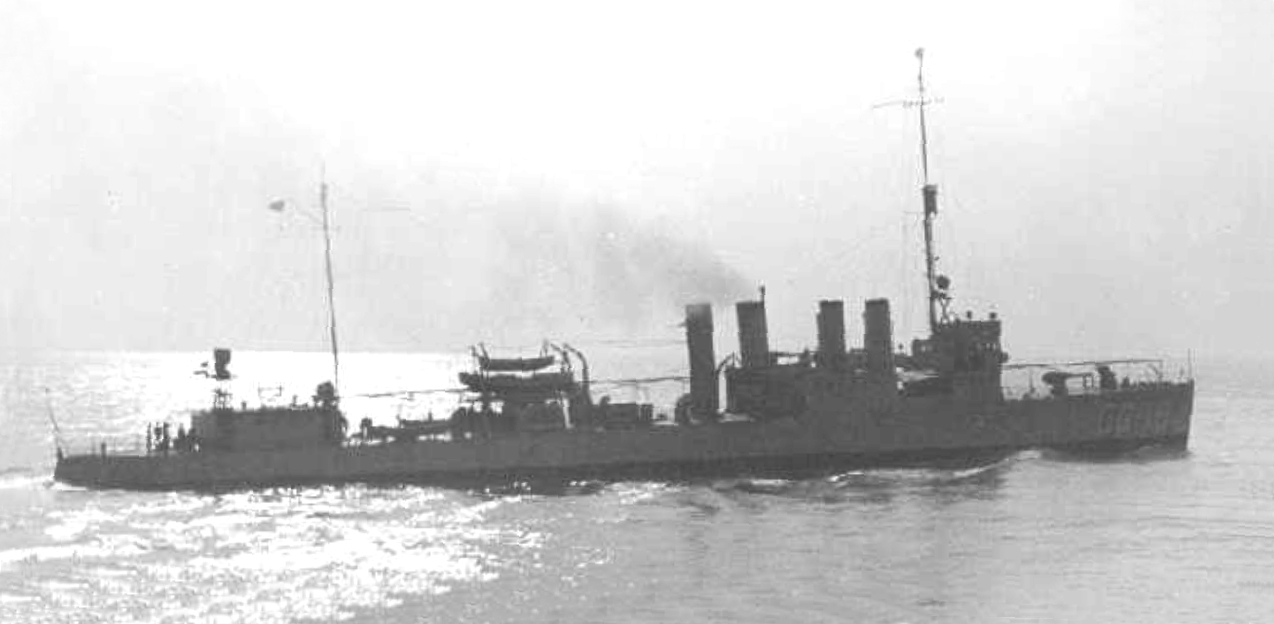
USCGD Hunt (CG-18) 1932

Seit Mitte Januar 1920 bestand in den USA ein weitgehendes Alkoholverbot. Die Küstenwache war mit ihren Einheiten kaum in der Lage, die Alkohol-Einfuhr durch Schmuggler zu verhindern. Die Marine stellte der zuständigen United States Coast Guard ab 1924 über 20 ältere Zerstörer für den Kampf gegen den organisierten Alkoholschmuggel zur Verfügung. 1930 beschloss man, für diesen Kampf die Coast Guard mit modernen Zerstörern auszurüsten. So kamen in den Jahren 1930 bis´32 sechs moderne Zerstörer der Clemson-Klasse leihweise zur Coast Guard-Flotte als Ersatz für ältere Zerstörer. 

Die Hunt wurde für diese Aufgabe ab dem 13. September 1930 abgestellt. Schon am 8. Oktober 1930 war der Zerstörer für diese Aufgabe mit der neuen Kennung CG-18 einsatzbereit. Die Aufhebung der Prohibition am 20. Februar 1933 beendete den Bedarf von Zerstörern bei der US Coast Guard.
| CGD | Name                     | BNr. | 1. Dienstzeit                   | Coast Guard                     | Endschicksal                                                                                            |
| --- | ------------------------ | ---- | ------------------------------- | ------------------------------- | --- |
| 15  | Abel P. Upshur (DD-193)  | 235  | 23. Nov. 1920 bis 28. Juni 1922 | 5. Nov. 1930 bis 21. Mai 1934   | 12.39 i. D., 9.40 RN HMS Clare 8.45 a. D.                                                               |
| 16  | Georg E. Badger (DD-196) | 238  | 28. Juli 1920 bis 11. Aug. 1922 | 1. Okt. 1930 bis 21. Mai 1934   | 10.39 Seeflugzeugtender AVP-16/AVD-3, 11.43 DD 5.44 Transporter APD-33 10.45 a. D.                      |
| 17  | Herndon (DD-198)         | 240  | 14. Sep. 1920 bis 6. Juni 1922  | 13. Sep. 1930 bis 28. Mai 1934  | 12.39 i. D., 9.40 RN Churchill, 8.44 an Sowjetunion: Deyatelny, am 16. Januar 1945 im Nordmeer versenkt |
| 18  | Hunt (DD-194)            | 236  | 30. Sep. 1920 bis 11. Aug. 1922 | 13. Sep. 1930 bis 28. Mai 1934  | 1.40 i. D., 10.40 RN Broadway, 1947 Abbruch                                                             |
| 19  | Welborn C. Wood (DD-195) | 237  | 14. Nov. 1921 bis 8. Aug. 1922  | 1. Okt. 1930 bis 1. Mai 1934    | 12.39 i. D., 9.40 RN HMS Chesterfield, 1.45 a. D., 1947 Abbruch                                         |
| 20  | Semmes (DD-184)          | 231  | 21. Feb. 1920 bis 17. Juli 1922 | 25. Apr. 1932 bis 20. Apr. 1934 | 11.34 Versuchsschiff AG24 insbesondere für Sonar und Radar, 1946 gestrichen und abgebrochen             |

### Geleitzerstörer HMSBroadway
Im Januar 1940 wurde die USS Hunt in Philadelphia nach fast sechs Jahren in der Reserve wieder in Dienst gestellt und ab dem 26. für Überwachungsfahrten in der Karibik eingesetzt. Daneben sicherte der Zerstörer Verlegungsfahrten amerikanischer Einheiten und vervollständigte die Ausbildung seiner Mannschaft. Seit dem 17. April 1940 wieder in Norfolk verblieb der Zerstörer dann an der amerikanischen Ostküste und nahm an Manövern an der Chesapeake Bay teil.
Am 5. Oktober 1940 wurde die Hunt als einer der 50 Zerstörer im Rahmen des Destroyers for Bases Agreement zwischen den USA und Großbritannien in Halifax (Nova Scotia) von der US Navy an die Royal Navy übergeben. Am folgenden Tag gingen 100 Angehörige der Royal Navy an Bord des Zerstörers, um sich mit dem amerikanischen Zerstörer vertraut zu machen. Am 8. Oktober schied das Schiff aus der U.S. Navy aus und wurde von der Royal Navy als erste HMS Broadway (H90) übernommen.
Die Broadway traf am 24. Oktober 1940 in Belfast ein, wo sie von der 11th Escort Group des Western Approaches Command übernommen wurde. Am 29. traf der Zerstörer in Devonport ein, um für den Einsatz in der Royal Navy angepasst zu werden. Dabei wurde der hintere Mast entfernt und der vordere gekürzt. Die amerikanische 3-in-Flak und das 4-in-Heckgeschütz wurden entfernt und durch eine britische 12pdr-Flak auf der hinteren Geschützposition ersetzt. Steuerbord wurde der hintere, backbords der vordere Torpedorohr-Drillingssatz ausgebaut und die Wasserbombenanlage durch eine britische ersetzt. Am 19. November war diese Anpassung abgeschlossen und der Zerstörer verlegte nach Scapa Flow zum Einfahren der neuen Besatzung. Dies musste am 7. Dezember abgebrochen werden, da Schäden weitere Reparaturen erforderlich machten, die bis zum 7. Januar 1941 auf einer Werft in Hull durchgeführt wurden. Im Februar und März erfolgten weitere Reparaturen am Clyde und in Liverpool. Im April konnte die Broadway ihre Ausbildung in Tobermory endlich abschließen und am 28. nach Liverpool zum Sicherungskommando der Western Approaches verlegen. Der Geleitzerstörer wurde der auf Island stationierten 3rd Escort Group zugeteilt. Von dieser Gruppe wurde das Schiff regelmäßig zur Sicherung von Atlantik-Konvois eingesetzt.

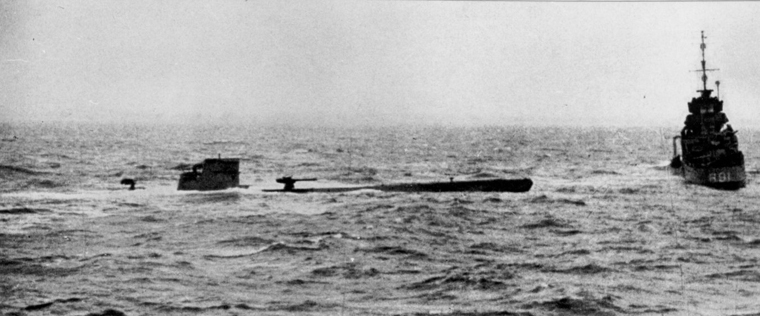
U 110 und HMS Bulldog

In der 3rd EG sicherte sie zusammen mit dem Zerstörern Bulldog und Amazon und Korvetten ab dem 7. Mai 1941 den nach Kanada laufenden Konvoi OB 318. Während des Wechsels der Sicherung griffen deutsche U-Boote den Konvoi an und U 94 konnte zwei Frachter mit 15901 BRT versenken. Dieses deutsche U-Boot musste beschädigt die Verfolgung des Konvois aufgeben. Am 8. Mai trafen noch drei Korvetten und drei U-Jagd-Trawler der 3rd EG ein, so dass die verbliebenen Korvetten der 7th EG abgelöst werden konnten.
Bei der Sicherung des Konvois gelang es am 9. Mai 1941 der Broadway mit der Bulldog und der Korvette Aubrietia das deutsche U-Boot U 110 zu kapern. Das U-Boot hatte schon in der Nacht vergeblich versucht, getaucht in den Konvoi einzudringen. Die starke Sicherung des Geleitzugs gab ihm keine Gelegenheit aufzutauchen und es versuchte unter Wasser am Geleitzug zu verbleiben. Am frühen Nachmittag schoss es dann drei Torpedos von Sehrohrtiefe auf OB 318 und versenkte die britischen Dampfer Esmond (4976 BRT, in Ballast, 50 Überlebende) und Bengore Head (2609 BRT, beladen u. a. mit 1200 t Kohle, 1 Toter/40 Überlebende). Der Angriff löste sofort einen Gegenangriff der genannten britischen Geleitfahrzeuge aus, deren Wasserbomben U 110 an die Oberfläche drückten. Einem Enterkommando der Bulldog gelang die Besetzung des von den Deutschen verlassenen Bootes, auf dem der Kommandant, Korvettenkapitän Fritz-Julius Lemp, und 14 Mann gefallen waren. Die britischen Kaperer konnten von dem sinkenden U-Boote noch Dokumente und eine Enigma-Schlüsselmaschine bergen, bevor es am 11. im Schlepp des Zerstörers sank. Von U 110 kamen noch ein Kriegsberichterstatter, vier Offiziere und weitere 28 Mann in die Kriegsgefangenschaft. Die Broadway kollidierte während der Kampfes um das U-Boot mit diesem und musste wegen eines Risses im Vorschiff in die Werft. Die notwendige Reparatur erfolgte in Dundee und am 2. August 1941 war die Broadway wieder einsatzbereit.

Nach zeitweisen Sicherungsaufgaben an zwei Truppengeleiten verlegte der Zerstörer Ende August 1941 nach St. John’s auf Neufundland. Im Oktober wurde die Broadway der 4th Canadian Escort Group als Führungsschiff zugeteilt.
Am 1. September 1941 wurden die kanadischen Geleitkräfte reorganisiert und bildeten jetzt die zwölf Escort Groups (14 bis 25) mit meist vier Schiffen. Insgesamt standen jetzt dem kanadischen Sicherungsanteil vier Flottenzerstörer (1 RN), zwölf Geleitzerstörer der Town-Klasse (2 RN) und 32 Korvetten (4 RN) zur Verfügung. Broadway führte die EG.17 zu der noch die Korvetten Polyanthus, Cobalt und Trail gehörten.
In der Woche gelang es den Briten, die Funksprüche des B.d.U. für die mit vierzehn U-Booten südwestlich Island aufgestellte U-Boot-Gruppe Markgraf rechtzeitig zu entschlüsseln, so dass vier Konvois, darunter HX.146 (Sicherung EG.17 mit der britischen Broadway und zwei kanadischen sowie einer britischen Korvette) um die Gruppe Markgraf herum zu leiten. 

Im November wurde der Zerstörer aus dem aktiven Dienst herausgezogen, um in Sheerness nochmals modernisiert zu werden. Jetzt wurden auch die beiden seitlichen 4-in-Kanonen ausgebaut und vier 20-mm-Oerlikon-Kanonen aufgestellt. Auch die beiden amerikanischen Torpedorohr-Drillinge kamen von Bord und wurden durch einen britischen Dreifach-Torpedorohrsatz ersetzt, der zentral montiert nach beiden Seiten schwenkbar war. Erstmals erhielt der Zerstörer bei dieser Überholung auch ein Radargerät sowie einen Hedgehog-Mörser auf dem Vorschiff. Die Brücke wurde ebenfalls modernisiert. Diese Arbeiten konnten im April 1942 abgeschlossen werden.
Am 31. August 1942 sichtete U 609 im Norden des Suchstreifens der U-Gruppe Vorwärts den Konvoi SC.97 (58 Schiffe, Sicherung durch die EG C2 mit den Zerstörern Burnham und Broadway sowie vier Korvetten). Das Boot griff sofort an und versenkte die Capira (5625 BRT) und die Bronxville (4663 BRT)bevor es abgedrängt werden konnte. Am nächsten Morgen waren sechs U-Boote in der Nähe des Konvois, Angriffe von U 604 und U 756 blieben erfolglos. Am Tage wurden die U-Boote durch Catalina-Flugboote der amerikanischen VP-73 aus Island abgedrängt und dabei U 91 leicht beschädigt. U 756 wurde durch die kanadische Korvette Morden versenkt. In der Nacht zum 2. September kam nur U 91 erfolglos zum Schuss, am Tag wurde die Operation wegen der starken Luftsicherung abgebrochen.
Die Broadway lief anschließend zur Überholung nach Liverpool und erhielt neu einen Zielpeiler vom Typ FH3. 

Bei der Sicherung des Konvois ON.139 durch die EG C2, die Broadway mit den britischen Zerstörern Sherwood (auch Town-Klasse) und Winchelsea sowie drei kanadischen und zwei britischen Flower-Korvetten bildete, erfolgte am 22. Oktober ein Angriff von U 443, dem südlichsten Boot der Gruppe Puma, das Angriffserlaubnis erhielt, da das Heranführen weiterer Boote aussichtslos erschien. Das U-Boot konnte am Abend die Winnipeg II (9807 BRT) und den Tanker Donax (8036 BRT) versenken. Die Sicherungsschiffe konnte die 255 Mann auf den beiden Schiffen retten. Die Versuche der Deutschen, Fühlung zu halten, scheiterten.
Die von der Broadway geführte EG C2, zu der noch der Zerstörer Sherwood sowie drei britische und zwei kanadische Korvetten gehörten, sicherte den Konvoi HX.237, der unentdeckt die U-Boot-Gruppe Haudegen passieren konnte. Als es dann im März zur „größten Geleitzugsoperation“ des Zweiten Weltkriegs um die Konvois SC.122 (51 Schiffe) und HX.229 (38 Schiffe) kam, stand die Broadway nicht zur Verfügung, da sie mit der EG C2 (mit Sherwood), der Fregatte HMS Lagan (K 259) der River-Klasse, zwei britischen und drei kanadischen Flower-Korvetten sowie der frei-französischen Aviso Savorgnan da Brazza der Bougainville-Klasse den nach Gibraltar laufenden Geleitzug KMS.11 (62 Schiffe) sicherte. Dieser wichtige Konvoi wurde nicht nur von U-Booten, sondern auch von der Luftwaffe bedroht, verlor aber auf dem Weg nach Gibraltar nur den Dampfer City of Christchurch (ex Aschenburg, 1915 DDG Hansa, 6009 BRT) durch einen Flugzeugangriff.

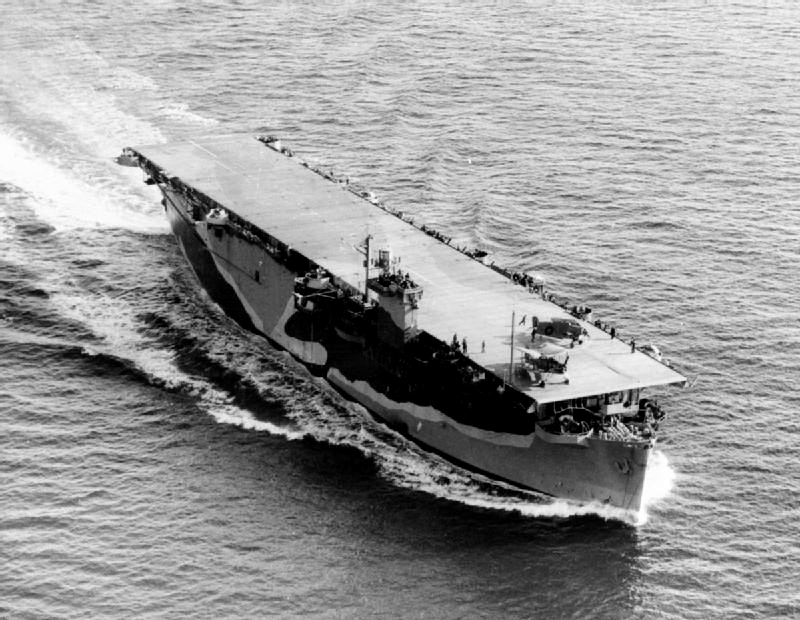
Der Geleitträger Biter

Bei der Suche nach dem Geleitzug HX.234 stieß U 732 auf den entgegenkommenden Konvoi ONS.4 (41 Schiffe), gesichert von EG B2 unter Commander MacIntyre mit drei Zerstörern und vier Korvetten. Zur Unterstützung dieses Konvois sowie des in der Nähe stehenden ON.179 (gesichert von EG C2 mit der Broadway, der Fregatte Lagan sowie vier Korvetten dazu noch zwei von der Operation Torch zurückkehrende Korvetten), wurde die 5th Support Group mit dem Geleitträger Biter und den Zerstörern Pathfinder, Obdurate und Opportune herangezogen. Swordfishs der Biter drückten U 732 unter Wasser. Der neue Fühlungshalter U 191 wurde von Hesperus mit HF/DF eingepeilt und mit Hedgehog versenkt. Von den verfolgenden sechs U-Booten gewann nur U 108 mit dem Konvoi Fühlung. U 404 schoss am Morgen des 25. April einen Fächer gegen den als Ranger falsch identifizierten Träger der Support Group, der durch Frühzünder fehlschlägt. Am gleichen Tage sichtete die Swordfish ‚L‘ der FAA-Squadron 811 der Biter das rückmarschierende U 203, das von der Pathfinder versenkt wurde.
Bei den Angriffen der Gruppe Meise (21 Boote) wurden aus beiden Konvois fünf Handelsschiffe sowie ein Nachzügler mit 37.331 BRT versenkt, dabei gingen aber vier U-Boote verloren. 

Die am 8. Mai 1943 mit zwölf U-Booten neu gebildete Gruppe Rhein sollte den Geleitzug HX.237 angreifen. Am 9. Mai erfasste U 359 den 46 Schiffe umfassenden Konvoi, der von der EG C2 mit der Broadway, Lagan sowie vier Korvetten und dem Rettungsschlepper Vizalma gesichert wurde. Das Fühlung haltende Boot wurde sofort mit HF/DF eingepeilt und unter Wasser gedrückt. Ein vor dem Konvoi gebildeter Streifen des U-Boot-Rudels wurde durchbrochen, nachdem das im Weg stehende U 454 unter Wasser gedrückt wurde. Die 5th Support Group mit dem Geleitträger Biter und den Zerstörern Inglefield, Obdurate, Opportune und Pathfinder verstärkte jetzt die reguläre Geleitgruppe. U 403 gewann durch Verfolgung des zurückgebliebenen Rettungsschleppers am 10. Mai wieder Fühlung, konnte eine Swordfish mit Flak abwehren, wurde aber von einem der Zerstörer der 5th SG unter Wasser gedrückt.
Da die Rhein-Boote nicht mehr nach vorn kamen, wurde die Operation ab 11. Mai mit den von Osten kommenden acht Booten der Gruppe Drossel fortgesetzt. Mit Hilfe eines vom B-Dienst entzifferten Passierpunktes fand U 436 den HX.237. U 403 bzw. U 456 wurden herangeführt und versenkten die britische Fort Concord (7138 BRT), U 753 verfehlte den Konvoi. Nach Hellwerden am 12. versuchten die U-Boote sich die Swordfish-Flugzeuge der Biter mit ihrer Flak vom Leibe zu halten, U 230 schoss eine von ihnen ab, die Boote wurden aber von herangerufenen Escorts zum Tauchen gezwungen. U 89 wurde durch die von einer Swordfish herangerufene Broadway und die Fregatte Lagan versenkt. Das von Korvettenkapitän Dietrich Lohmann (1908–1943) kommandierte Boot vom Typ VII sank mit seiner gesamten Besatzung.

  U 456 war nach schwerer Beschädigung nicht mehr tauchklar und wurde durch einen Treffer der Liberator ‚B‘/ 120 Squadron RAF mit zielsuchendem Torpedo sowie von den herankommenden Zerstörern Pathfinder und Opportune versenkt. Eine Swordfish des Geleitträgers Biter führte den Zerstörer Pathfinder an U 603 heran, beschädigte das U-Boot aber nur leicht. U 628 ein Rückmarschierer, hielt bis zum 13. morgens Fühlung, während achteraus U 221 und U 603 je einen Nachzügler, den norwegischen Tanker Sandanger (9432 BRT) bzw. die norwegische Brand (4819 BRT), versenkten.
Im Juni 1943 wurde die Broadway aus der Verwendung als Konvoi-Escort herausgezogen. Im Juli fiel die Entscheidung, sie künftig als Zielschiff für Flugzeuge über See einzusetzen, da sie als Geleitschiff wegen der Überbeanspruchung nicht mehr einsatzbereit war. Der entsprechende Umbau erfolgte in Belfast bis zum Jahresende. Nach
wurden Radar, Hedgehog-Werfer, Torpedorohre und die HF-Peiler ausgebaut. Dadurch wurde Platz geschaffen für die Aufnahme von abgeworfenen Übungs-Torpedos.
Der Einsatz der Broadway sollte auf der Nordsee vor der schottischen Küste erfolgen.

### Letzter Einsatz und Ende des Zerstörers

Die norwegische Stord

Am 13. Mai 1945 lief der norwegische Zerstörer Stord (an Bord der neue Sector Commander Northern Norway, der norwegische Konteradmiral Danielsen) zusammen mit der zuletzt als Zielschiff genutzten Broadway aus Rosyth aus. Die Zerstörer trafen am 16. vor dem Vestfjord auf deutsche Nordmeer-U-Boote, die sich auf dem Marsch nach Trondheim befanden. Sie wurden der vom Geleitzug JW 67 abgezogenen 9. Escort Group übergeben, die sie nach Drontheim geleiten sollte. Die beiden Zerstörer erreichten am Abend des 16. Mai Tromsö.
Im Juni/Juli nahm der alte Zerstörer seine Tätigkeit als Zielschiff wieder auf. Am 9. August 1945 wurde die Broadway außer Dienst gestellt und ausgeräumt. Das Schiff wurde der to Reserve ohne Erhaltungsmaßnahmen zugeteilt und 1947 zu Verkauf angeboten. Der Verkauf erfolgte schon am 18. Februar 1947 und der Abbruch begann im März 1948 in Charlestown bei Rosyth.